# Teresa Ocampo
Teresa Ocampo Oliart (Cuzco, 13 de octubre de 1931) es una gastrónoma y escritora peruana. Fue pionera de la difusión de la gastronomía peruana, y fundadora y primera presidenta de la Asociación Gastronómica Peruana (Agape), organismo antecesor de APEGA Sociedad Peruana de Gastronomía. 

## Biografía
María Teresa Carlota Ocampo Oliart nació el 13 de octubre de 1931 en la hacienda de la Granja Escuela K’ayra, al sureste de la ciudad del Cuzco, en la provincia homónima. Cuando tenía 4 años de edad, sus padres, Carlota y Alcides, migraron a Lima, capital del país, instalándose en el centro de la ciudad. Ocampo estudió su educación básica en el Colegio Sagrado Corazón Sophianum. Tras vivir en el centro de la capital durante 15 años, la familia se trasladó al distrito de Miraflores. En la nueva residencia, Carlota Oliart empezó a dar clases de cocina casera dos veces por semana a las vecinas del barrio. En esa actividad, Teresa hacía las veces de ayudante. Carlota había aprendido a cocinar a través de su madre, y ambas a su vez estudiaron gastronomía en Europa. De hecho, las recetas acumuladas por Teresa Ocampo se remontan a su tatarabuela, María Mercedes Picoaga (1798-1859).
Realizó estudios profesionales en Le Cordon Bleu de París, por lo que en 1952 pudo dedicarse a ser profesora de cocina en el centro de educación femenina Instituto de Ciencias Domésticas Bien del Hogar. En la escuela culinaria se inscribió junto a su madre en los cursos de cocina y repostería.
Desde 1959 participó primero como asesora y luego como presentadora en el programa de televisión ¿Qué cocinaré?, auspiciado por fideos Nicolini y emitido por Panamericana Televisión y que se mantuvo al aire hasta 1966. En dicho espacio televisivo revalorizó la cocina nacional, usando productos locales y recetas de la culinaria peruana, así como ingredientes populares y económicos sobre los onerosos. También amadrinó a otros cocineros peruanos, como Pedro Solari, Teresa Izquierdo, Alfredo Aramburú, entre otros.
En 1967 cambió de cadena televisiva, conduciendo Su menú con Teresa en Canal 4, programa de similar formato al anterior con la novedad de tener una sección para niños. Este nuevo espacio estuvo auspiciado por margarina Astra. Se retiró en 1968 momentáneamente en protesta a las reformas políticas del Gobierno Revolucionario de la Fuerza Armada, retornando en 1980. Cinco años después produjo y dirigió La cocina de Teresa, uno de los primeros programas televisivos independientes, donde invitaba a cocineros que trabajaban comida fusión, como la cocina chifa.
Paralelamente, tenía una columna gastronómica en el diario El Comercio y publicó libros de recetas. Uno de los más reconocidos es ¿Qué cocinaré hoy?, vinculado a su primer espacio televisivo ya que fue auspiciado por Nicolini, aunque en la portada nunca apareció su nombre.
En 1987 fue una de las fundadoras de la Asociación Gastronómica Peruana (Agape) y su primera presidenta. La organización se encargó de la difusión de la comida peruana en los países de la región sudamericana mediante la coordinación de ferias y festivales, como el «Festival de la Comida Peruana» en la sede de las Naciones Unidas en Nueva York. Al año siguiente se retiró de la televisión y migró a los Estados Unidos.
En 2009 fue galardona con el Ají de Plata durante Mistura, la mayor Feria Gastronómica de su país. Al año siguiente APEGA y Sodexo le otorgaron el Cucharón de Plata durante la feria Trujillo, pasión por la comida, premio que compartió con Teresa Izquierdo.
En 2011 la Municipalidad Provincial del Cuzco le otorgó la Medalla de Honor y fue nombrada Ciudadana Ilustre de la Ciudad de Cusco.
En 2017 recibió recibió la distinción Personalidad Meritoria de la Cultura, otorgado por el Ministerio de Cultura del Perú, en reconocimiento a su aporte a la cultura gastronómica nacional. Ese mismo año el Gobierno del Perú le otorgó la condecoración Orden al Mérito por Servicios Distinguidos en el grado de oficial, que recibió en Dallas, lugar donde reside.
En el año 2022, el Grupo La República Publicaciones, por medio de su diario El Popular publicó 4 recetarios coleccionables con recetas escritas de Teresa Ocampo.

## Televisión
- 1959-1966, ¿Qué cocinaré hoy? (por Panamericana Televisión)
- 1967-1980, Su menú con Teresa (por América Televisión)
- 1985-1988, La cocina de Teresa

## Publicaciones
- ¿Qué cocinaré hoy?
- Su majestad el pescado[6]
- 2021, Mis mejores recetas, de la A a la Z (finalista en los Gourmand World Cookbook Awards)[12]

## Premios y reconocimientos
- Viceconsejera gastronómica de la cofradía internacional de cocina Chaîne de Rôtissuers.[1]
- Gran Diploma del Instituto Le Cordon Bleu de París.[4]
- Diploma de Honor del Congreso de la República del Perú.[2]
- 2009, Ají de Plata de la Feria Gastronómica Internacional de Lima.[2]
- 2010, Cucharón de Plata de la feria Trujillo, pasión por la comida.[9]
- 2011, Medalla de Honor del Cuzco.[2]
- 2011, Ciudadana Ilustre de la Ciudad de Cusco.[2]
- 2017, Personalidad Meritoria de la Cultura.
- 2017, Orden al Mérito por Servicios Distinguidos.